# Spragueia rudisana
Spragueia rudisana är en fjärilsart som beskrevs av Druce. Spragueia rudisana ingår i släktet Spragueia, och familjen nattflyn. Inga underarter finns listade i Catalogue of Life.